# Magneuptychia fulgora
Magneuptychia fulgora är en fjärilsart som beskrevs av Butler 1869. Magneuptychia fulgora ingår i släktet Magneuptychia och familjen praktfjärilar. Inga underarter finns listade i Catalogue of Life.